# (2869) Непрядва
(2869) Непрядва (лат. Nepryadva) — типичный астероид главного пояса, открыт 7 сентября 1980 года советским астрономом Николаем Черных в Крымской астрофизической обсерватории и 11 июля 1987 года назван в честь битвы у реки Непрядвы.

## Обнаружение и именование
(2869) Непрядва
Открыт 7 сентября 1980 года в Научном Н. С. Черных.
Назван в честь победы русских над татаро-монголами в Куликовской битве у реки Непрядвы 8 сентября 1380 года.
Оригинальный текст (англ.)2869 Nepryadva
Discovered 1980-09-07 by Chernykh, N. at Nauchnyj.
Named to commemorate the Russian victory over the Tatar-Mongolians in the battle at Kulikovo near the Nepryadva River on 1380 Sept. 8.
Источники: DISCOVERY.DB; M.P.C. 12013.

## Орбита

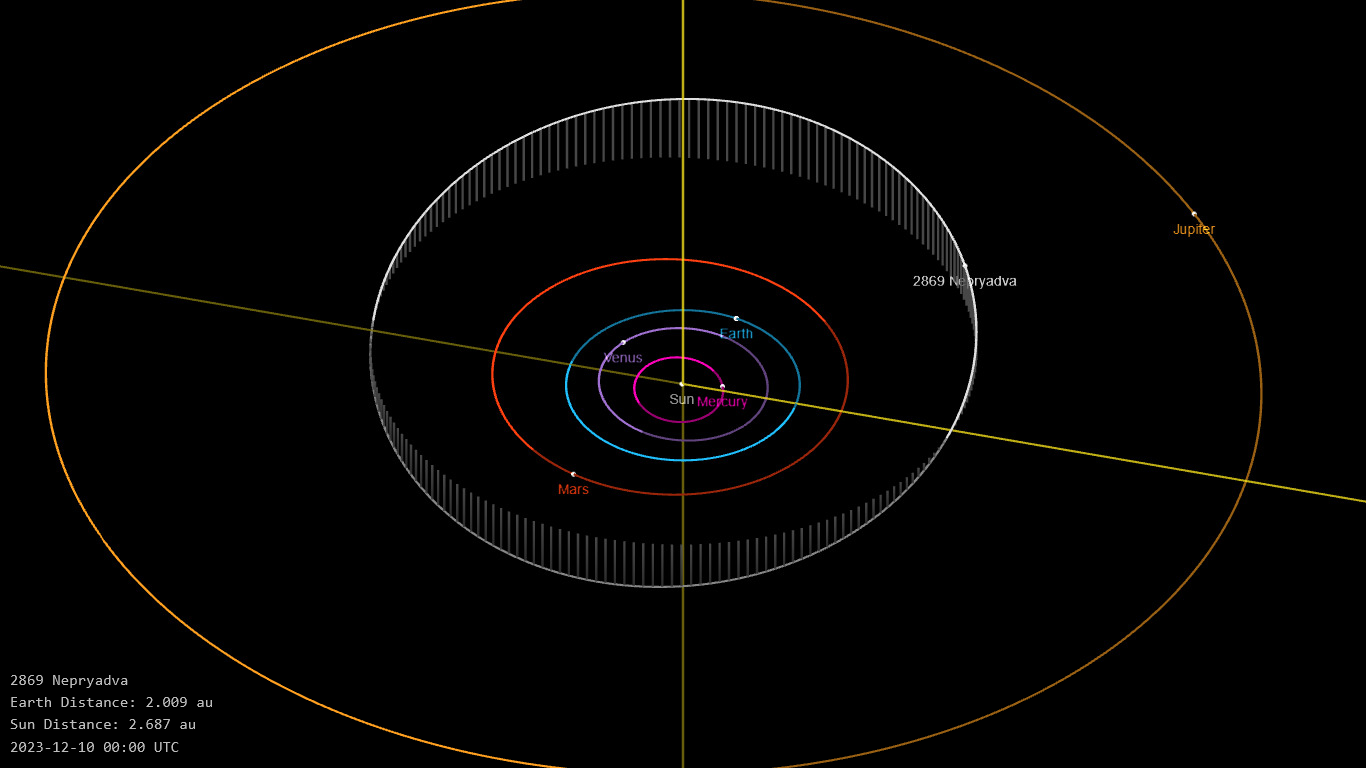
Орбита астероида Непрядва и его положение в Солнечной системе

## Физические характеристики
Астероид относится к таксономическому классу S.
По результатам наблюдений в видимом и ближнем инфракрасном диапазоне космического телескопа NEOWISE диаметр астероида сначала оценивался равным 9,294±0,057 км, позже — 9,64±0,59 км, 11,15±2,40 км и 8,556±0,060 км. Согласно тем же источникам альбедо оценивается как 0,2987±0,0452, 0,330±0,053, 0,26±0,07 и 0,365±0,071.